# Исафиорд
Исафиорд, пълно название Исафярдардюп (на исландски: Isafjarðardjúp) е дълъг и тесен залив на северозападното крайбрежие на Исландия. Разположен е между двата крайни северни полуострова на големия Северозападен полуостров. Вдава се в сушата на 74 km. Ширина на входа 22 km. Дълбочина от 20 до 91 m (в централната част до 128 m). Бреговете на Исафиорд са предимно скалисти, стръмни и силно разчленени от множество по-малки фиорди (най-голям Йокюлфиорд на север) и полуострови между тях. В него се намират няколко малки островчета, като най-големи са Айдей и Вигюр. Приливите са полуденонощни с височина до 3 m. От октомври до юни е покрит с плаващи ледове, които се пренасят от студеното течение Ирмингер. На южния му бряг са разположени няколко риболовни пристанища, като най-големи са Исафьордюр, Судавик, Болунгарвик и Хнивсдалюр.